# بريوتش زبندي كايي (شلال ودشتغل)
بريوتش زبندي كايي (بالفارسية: پاریوچذب اندیکایی) هي منطقة سكنية تقع في إيران في قسم شلال ودشتغل الريفي. يقدر عدد سكانها بـ 369 نسمة .